# Parathyma batilda
Parathyma batilda är en fjärilsart som beskrevs av Hans Fruhstorfer 1908. Parathyma batilda ingår i släktet Parathyma och familjen praktfjärilar. Inga underarter finns listade i Catalogue of Life.